# Ferda Mravenec
Ferda Mravenec je komiksová, literární i filmová postava sympatického mravence, který vystupuje v komiksech a knihách Ondřeje Sekory a audiovizuálních dílech z nich odvozených. Ferda je vždy optimisticky naladěný mravenec s červenou puntíkovanou šátkem kolem krku. Je nebojácný, chytrý a vynalézavý, vždy si ví rady. Na rozdíl od svého kolegy brouka Pytlíka je ovšem praktik. Brouk Pytlík sice všude byl a všechno zná, převážně však jen teoreticky.

## Ferda Mravenec v novinách a časopisech

### První strip s mravencem

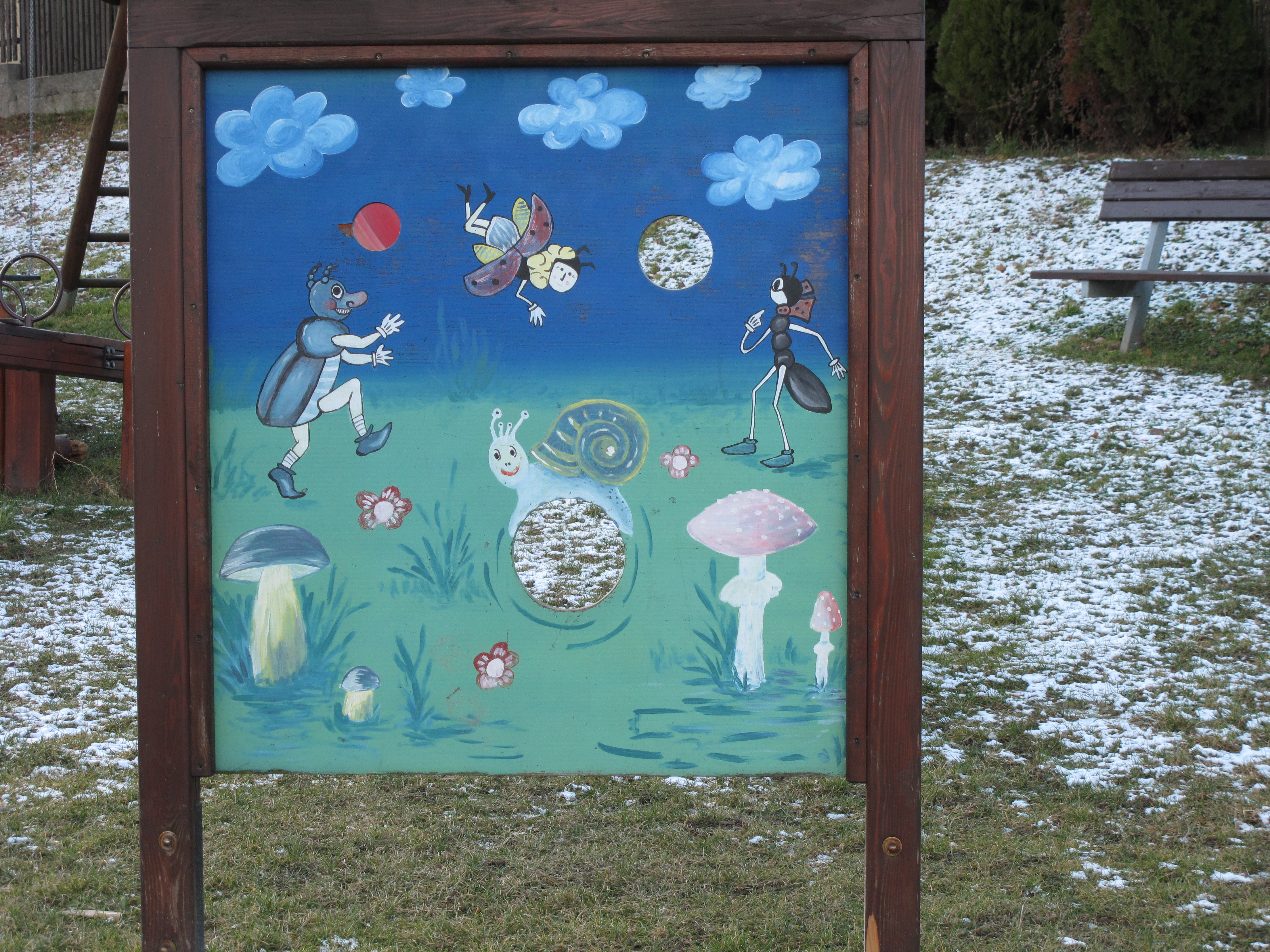
Ferda Mravenec v dětském hřišti

Traduje se, že se postava mravence na stránkách Lidových novin poprvé objevila v lednu 1927, kdy začaly vycházet kreslené Příhody opilého mravence. V roce 1927 však v Lidových novinách podobný Sekorův příspěvek zveřejněn nebyl; příběh vyšel v Pestrém týdnu 22. června 1927. Tento příběh však (krom svého autora a toho, že v něm vystupuje policista škvor) s Ferdou neměl nic společného.

### Ferda Mravenec v Lidových novinách
Ferda Mravenec se zrodil až v roce 1933, kdy v Lidových novinách začaly vycházet Příhody Ferdy Mravence.
Později[kdy?] následovaly další díly: Ferda Mravenec, Ferda Mravenec a syn, Ferda Mravenec v cizích službách a za předmnichovské krize také Ferda cvičí střelbu (19. 6. 1938), Co Ferda vykopal místo zákopů (10. 7. 1938) či Ferda klame nepřítele (24. 7. 1938).
Původní komiks byl koncipován pro dospělé a měl znázorňovat Ferdu jako osudem otloukaného chlapíka. Poté, co
se Ondřej Sekora na popud nakladatele Hokra rozhodl pro knižní vydání, komiksy přepracoval a poněkud „uhladil“, aby se přiblížily dětskému čtenáři. I tak v knihách nechybí celkem drastické pasáže vyplývající nejčastěji z potravních vztahů mezi hmyzem. Ale je to stále poměrně krotké, například ve srovnání s „mravenčími“ příběhy Josefa Haise Týneckého.
Poslední kreslený seriál se v Lidových novinách objevil v roce 1941. Pak musel Ondřej Sekora z politických důvodů redakci Lidových novin opustit. V roce 1942 natočila Hermína Týrlová první český loutkový film s postavou Ferdy Mravence.

### Ferda Mravenec v Mateřídoušce
Příběhům Ferdy Mravence se jeho autor věnoval i po druhé světové válce. V letech 1945 až 1951 byly vydány Kousky mládence Ferdy Mravence na zadní straně časopisu Mateřídouška. Ze Sekory se stal po zkušenostech z lágrů v Kleinstein a Osterode komunista a tak mravenec i beruška na počátku 50. let chodí na brigády, plní pětileté plány a bojuje proti škůdcům.

## Ferda Mravenec v divadle
- Ferda Mravenec – práce všeho druhu, v režii Marie Míkové. Premiéra 1. června 2007 v Divadle D21.

## Knižní vydání
- Ferda Mravenec (1936), jen ilustračně přepracováno 1958 (původně 69 černobílých a 14 barevných ilustrace, později 36 černobílých a 34 barevných, větší stylizace)
- Ferda Mravenec v cizích službách (1937), přepracováno 1962 (jako u prvního dílu, přidáno barevných ilustrací, stejné motivy ve větší stylizaci)
- Ferda v mraveništi (1938) – přepracováno jako první dva díly v roce 1962
- Ferda cvičí mraveniště (1947)
- Mravenci se nedají (1954)

První tři knihy o Ferdovi vycházely od roku 1962 společně pod názvem Knížka Ferdy Mravence. Vedle této pětidílné „ságy“ nalezneme kratší příběhy nebo zmínku o Ferdovi také v knihách:
- Ferdův slabikář (1939)
- Kousky mládence Ferdy Mravence (1950), komiks, s veršíky Ljuby Štíplové vyšlo v roce 1968
- Ferda Mravenec ničí škůdce přírody (1951) – 12stránkové leporelo
- O psu vzduchoplavci (1961)
- Ferda Mravenec (1969) – komiks s verši Josefa Bruknera
- Vesele s Ondřejem Sekorou (1999)
- Dobrodružství Ferdy Mravence (2010) – komiksy – sestavil Tomáš Prokůpek
- Deníky Ondřeje Sekory (2016)

## Ferdovy osudy
Následující popis vychází z prvních knižních vydání.

### Ferda Mravenec(1936)
Ferda se ztratí z domovského mraveniště. Osudně si znepřátelí nesympatického domácího pána Ej. Hlemýždě. Postaví si domek a prožije krátký románek s rozmarnou Beruškou. Ta nerozumí žertu, v důsledku toho se Ferda ocitne ve vězení a je odsouzen k pětadvaceti ranám na zadeček. V poslední chvíli jej přátelé zachrání a umožní mu odletět na vzducholodi vyrobené mistrem pavoučkem. V této knize se poprvé objevuje brouk Pytlík a také známé heslo „Práce všeho druhu“.

### Ferda Mravenec v cizích službách(1937)
Ferda ztroskotá v cizině, je zajat rezavými mravenci a přinucen pracovat jako otrok pro různé zástupce hmyzí říše. Slouží jako trubač a nosič trumpety u čmeláka. Aportuje ulovený hmyz střevlíku Masorádovi. Pumpuje vzduch potápníku Straširybkovi. Odmítne nadhánět mravence mravkolvímu mláděti Ťutínkovi. Pečuje o larvy chrostíka. Nakonec je zachráněn přáteli a odplouvá na lodi do své domoviny.

### Ferda v mraveništi(1938)
Ferdova loď je potopena znakoplavkou, posádka ale vyvázne a vrací se do mraveniště. Zde Sekora popisuje Ferdovy technické vynálezy, lovení divokých mšic (mravenčích krav), postavení výtahu, péči o potomstvo. Mraveniště ohrožuje nájezd loupeživých mravenců, nakonec však vše končí smírem. Rodí se nová mravenčí generace včetně velkého počtu nových Ferdů (možná tím trilogie měla končit).

### Ferda cvičí mraveniště(1947)
Sekora, sám aktivní sportovec, se v této knize zaměřil na popularizaci atletiky. Ferda a Brouk Pytlík svorně spolupracují na organizaci velkých sportovních her a na zlepšení kondice reprezentantů domácího mraveniště. Jsou zde probrána témata jako efektivní trénink a fair play. Kniha je v tomto dosti didaktická a antropocentrická, o životě hmyzu se mnoho nedozvíme.

### Mravenci se nedají(1954)
Na knize je velmi znát letopočet jejího vzniku. Na druhou stranu zde Sekora dokázal asi nejlépe vybudovat dramatické napětí. Ferda se ztratil a nalézá mladou mravenčí matku. Sám buduje provizorní mraveniště a vychovává první generaci dělníků. Brzy se objeví ohrožení v podobě aristokratických mravenců otrokářů. Horečně se buduje silné opevněné mraveniště, ale nakonec rozhodující roli sehraje válečná lest. Po historickém vítězství se Ferda vrací do rodného mraveniště, kde zřejmě bude vyprávět nové generaci o svých dobrodružstvích.

## Mravenec v proměnách doby
I do osudů hmyzu se promítaly lidské dějiny. Zatímco v prvním díle upomínají na 1. republiku jen uniformy škvorů policistů, v díle Ferda Mravenec v cizích službách zažijeme po incidentu s plošticí plynový poplach a rozdávání masek; helmy nepřátelských červených mravenců zobrazených na zadní předsádce odpovídají tehdejším helmám německé armády.
V díle Ferda cvičí mraveniště vedle komické dvojsmyslné zmínky o atomové pumě (s. 96) nalezneme scénu, kdy rozzuřený dav s pokřikem „Rozbijte mu tu boudu, beztoho je to šmelinář!“ zaútočí na šnečka podloudně prodávajícího falešné lístky (s. 98). Sekora píše, „prý mu [domek] až do prvního poschodí rozbili a všechny lístky mu sebrali bez placení“, ale ilustrace v závěru kapitoly evokuje spíše hlemýždě rozdrceného těžkou botou.
V posledním díle ságy pak najdeme mimo jiné: pracovní soutěžení, výhody stavební mechanizace, varování před neopatrnými řečmi („nepřítel naslouchá“), navenek roztomilé broučí záškodníky, kteří požírají mravenčí vajíčka. Příznačná je také totální mobilizace hmyzí říše – snad nikdo nezůstal v boji neutrální. Hlemýžď v tomto díle přechází na Ferdovu stranu. Za zmínku stojí i to, že zlí mravenci mají královnu, kdežto ti dobří maminku.